# 13921 Sgarbini
A 13921 Sgarbini (ideiglenes jelöléssel 1985 RP) a Naprendszer kisbolygóövében található aszteroida. Edward L. G. Bowell fedezte fel 1985. szeptember 14-én.